# Patrik Andersson
Patrik "Bjärred" Jonas Andersson (phát âm [ˈpɑːtrɪk ²anːdɛˌʂɔn]; sinh 18 /8/ 1971) là cựu trung vệ đội tuyển bóng đá quốc gia Thụy Điển và đã từng chơi cho Borussia Mönchengladbach, Bayern München và FC Barcelona. Gia đình Andersson có truyền thống về thể thao, Roy Andersson, cha của anh, cũng như Daniel Andersson, em trai, đều là những cầu thủ bóng đá chuyên nghiệp.

## Sự nghiệp
Sinh ra ở Bjärred, Andersson bắt đầu sự nghiệp tại câu lạc bộ bóng đá địa phương, Bjärreds IF. Năm 1988, anh chuyển sang Malmö FF, một đội bóng đang chơi tại giải đấu cao nhất Thuỵ Điển.

### Blackburn Rovers
Tháng 12 năm 1992, Andersson đã trở thành cầu thủ chuyên nghiệp khi anh chuyển đến Blackburn Rovers với mức phí khoảng 800.000 bảng. Anh chỉ khoác áo Rovers một năm và chỉ có 12 lần ra sân tại Premier League. Tuy nhiên, anh vẫn được chú ý vì là một trong những bản hợp đồng nước ngoài đầu tiên của Blackburn Rovers, và là một trong số ít cầu thủ nước ngoài thi đấu trong mùa giải đầu tiên của Premier League. Anh đã ghi bàn một lần cho Blackburn, trong trận thua 2-1 trước Sheffield Wednesday trong trận lượt về bán kết Cúp Liên đoàn Anh 1992-93.

### Borussia Mönchengladbach
Điểm đến tiếp theo của anh là nước Đức vào tháng 10 năm 1993 và chơi cho Borussia Mönchengladbach. Tại đây, anh giành được một DFB-Pokal vào năm 1995, nhưng đã rời đi khi thành tích của đội đi xuống vào năm 1999.

### Bayern Munich
Tháng 6 năm 1999, Andersson ký hợp đồng với Bayern Munich với giá xấp xỉ 6 triệu DM. Anh ra mắt vào ngày 22 tháng 8 năm 1999 trong trận thua 2-0 trước Bayer Leverkusen. Cùng với Bayern, anh có 2 chức vô địch Bundesliga (trong mùa giải vô địch 2000-01, Andersson đã ghi bàn thắng quyết định vào lưới Hamburger SV ở phút cuối - bàn thắng duy nhất của anh cho câu lạc bộ), một DFB-Pokal và đặc biệt là chức vô địch UEFA Champions League 2000-01, mặc dù trận chung kết anh đã đá hỏng trong loạt luân lưu.

## Thống kê

### Câu lạc bộ
| Câu lạc bộ               | Mùa giải       | Giải quốc nội  | Giải quốc nội | Giải quốc nội | Cúp  | Cúp | Cúp liên đoàn | Cúp liên đoàn | Châu lục | Châu lục | Tổng | Tổng |
| Câu lạc bộ               | Mùa giải       | Hạng           | Trận          | Bàn           | Trận | Bàn | Trận          | Bàn           | Trận     | Bàn      | Trận | Bàn  |
| ------------------------ | -------------- | -------------- | ------------- | ------------- | ---- | --- | ------------- | ------------- | -------- | -------- | ---- | ---- |
| Malmö FF                 | 1989           | Allsvenskan    | 15            | 1             | ?    | ?   | –             | –             | 4        | 0        | 19?  | 1?   |
| Malmö FF                 | 1990           | Allsvenskan    | 20            | 2             | ?    | ?   | –             | –             | 4        | 0        | 24?  | 2    |
| Malmö FF                 | 1991           | Allsvenskan    | 28            | 1             | ?    | ?   | –             | –             | –        | –        | 28?  | 1?   |
| Malmö FF                 | 1992           | Allsvenskan    | 27            | 7             | ?    | ?   | –             | –             | –        | –        | 27?  | 7?   |
| Malmö FF                 | Tổng           | Tổng           | 90            | 11            | ?    | ?   | –             | –             | 8        | 0        | 98?  | 11?  |
| Blackburn Rovers         | 1992-93        | Premier League | 11            | 0             | ?    | ?   | ?             | ?             | –        | –        | 11?  | 0?   |
| Blackburn Rovers         | 1993-94        | Premier League | 1             | 0             | ?    | ?   | ?             | ?             | –        | –        | 1?   | 0?   |
| Blackburn Rovers         | Tổng           | Tổng           | 12            | 0             | ?    | ?   | ?             | ?             | –        | –        | 12?  | 0?   |
| Borussia Mönchengladbach | 1993-94        | Bundesliga     | 17            | 1             | 0    | 0   | –             | –             | –        | –        | 17   | 1    |
| Borussia Mönchengladbach | 1994-95        | Bundesliga     | 34            | 1             | 6    | 0   | 1             | 0             | –        | –        | 41   | 1    |
| Borussia Mönchengladbach | 1995-96        | Bundesliga     | 33            | 4             | 2    | 0   | –             | –             | 6        | 0        | 41   | 4    |
| Borussia Mönchengladbach | 1996-97        | Bundesliga     | 32            | 1             | 2    | 0   | –             | –             | 4        | 1        | 38   | 2    |
| Borussia Mönchengladbach | 1997-98        | Bundesliga     | 30            | 3             | 1    | 0   | –             | –             | –        | –        | 31   | 3    |
| Borussia Mönchengladbach | 1998-99        | Bundesliga     | 28            | 0             | 3    | 0   | –             | –             | –        | –        | 31   | 0    |
| Borussia Mönchengladbach | Tổng           | Tổng           | 174           | 10            | 14   | 0   | 1             | 0             | 10       | 1        | 199  | 11   |
| Bayern München           | 1999-2000      | Bundesliga     | 15            | 0             | 5    | 0   | 2             | 0             | 9        | 0        | 31   | 0    |
| Bayern München           | 2000-01        | Bundesliga     | 20            | 1             | 1    | 0   | 2             | 0             | 12       | 0        | 35   | 1    |
| Bayern München           | Tổng           | Tổng           | 35            | 1             | 6    | 0   | 4             | 0             | 21       | 0        | 66   | 1    |
| Barcelona                | 2001-02        | La Liga        | 12            | 0             | 1    | 0   | –             | –             | 6        | 1        | 19   | 1    |
| Barcelona                | 2002-03        | La Liga        | 3             | 0             | 0    | 0   | –             | –             | 4        | 0        | 7    | 0    |
| Barcelona                | 2003-04        | La Liga        | 4             | 0             | 1    | 0   | –             | –             | 0        | 0        | 5    | 0    |
| Barcelona                | Tổng           | Tổng           | 19            | 0             | 2    | 0   | -             | -             | 10       | 1        | 31   | 1    |
| Malmö FF                 | 2004           | Allsvenskan    | 10            | 1             | ?    | ?   | –             | –             | –        | –        | 10?  | 1?   |
| Malmö FF                 | 2005           | Allsvenskan    | 9             | 0             | ?    | ?   | –             | –             | 3        | 0        | 12?  | 0?   |
| Malmö FF                 | Tổng           | Tổng           | 19            | 1             | ?    | ?   | –             | –             | 11       | 0        | 22?  | 1?   |
| Tổng sự nghiệp           | Tổng sự nghiệp | Tổng sự nghiệp | 349           | 23            | 22?  | 0?  | 5?            | 0?            | 53       | 2        | 428? | 25?  |

### Quốc tế
| Đội tuyển | Năm  | Trận | Bàn |
| --------- | ---- | ---- | --- |
| Thụy Điển | 1992 | 11   | 0   |
| Thụy Điển | 1993 | 7    | 0   |
| Thụy Điển | 1994 | 15   | 1   |
| Thụy Điển | 1995 | 7    | 0   |
| Thụy Điển | 1996 | 8    | 1   |
| Thụy Điển | 1997 | 9    | 0   |
| Thụy Điển | 1998 | 7    | 0   |
| Thụy Điển | 1999 | 9    | 0   |
| Thụy Điển | 2000 | 10   | 0   |
| Thụy Điển | 2001 | 10   | 2   |
| Thụy Điển | 2002 | 3    | 0   |
| Tổng      | Tổng | 96   | 4   |

### Bàn thắng quốc tế
Bàn thắng của Thụy Điển được liệt kê trước.
| # | Ngày                | Địa điểm                    | Đối thủ       | Tỉ số | Result | Giải                     |
| - | ------------------- | --------------------------- | ------------- | ----- | ------ | ------------------------ |
| 1 | 17 tháng 8 năm 1994 | Eyravallen, Örebro          | Litva         | 3–0   | 4–2    | Giao hữu                 |
| 2 | 1 tháng 6 năm 1996  | Sân vận động Råsunda, Solna | Belarus       | 4–1   | 5–1    | Vòng loại World Cup 1998 |
| 3 | 15 tháng 8 năm 2001 | Sân vận động Råsunda, Solna | Nam Phi       | 3–0   | 3–0    | Giao hữu                 |
| 4 | 1 tháng 9 năm 2001  | Gradski Stadion, Skopje     | Bắc Macedonia | 2–0   | 2–1    | Vòng loại World Cup 2002 |

## Danh hiệu

### Câu lạc bộ
Borussia Mönchengladbach
- DFB-Pokal: 1994–95

Bayern Munich
- Bundesliga: 1999-2000, 2000-01
- DFB-Pokal: 1999–2000
- DFB-Ligapokal: 1999, 2000
- UEFA Champions League: 2000–01

Malmö FF
- Allsvenskan: 2004

### Cá nhân
- UEFA Team of the Year: 2001[12]
- Cầu thủ Thụy Điển của năm: 2001
- Guldbollen: 1995, 2001